# 乾癬
乾癬（かんせん、英: psoriasis）は、慢性の皮膚角化症状をはじめとする全身炎症性の自己免疫疾患である。伝染性感染症ではない。2023年7月現在、特定疾患・指定難病になっているのは膿疱性乾癬（汎発型）のみ。
皮膚症状に対しては、ビタミンD3外用薬、ステロイド外用薬、ナローバンドUVB療法などが使用される。これらで治療不十分な場合や、皮膚症状以外の症状に対しては、各種の免疫抑制剤、古くはジェネリック医薬品のシクロスポリンや、近年ではメトトレキサートや生物学的製剤が用いられる。

## 分類
下位分類
- 尋常性乾癬（じんじょうせいかんせん、 psoriasis vulgaris: PV） - 「尋常性」とは「普通の、ありふれた」という意味であり、乾癬で最も患者数が多い。
- 乾癬性関節炎(関節症性乾癬)（かんせんせいかんせつえん、かんせつしょうせいかんせん、psoriatic arthritis: PsA）
- 膿疱性乾癬（のうほうせいかんせん）
- 滴状乾癬（てきじょうかんせん）
- 掌蹠膿疱症（しょうせきのうほうしょう）は日本においては乾癬に分類されないが、他国では乾癬に分類される場合が多い。他の言語の乾癬の記述を参照。

## 疫学
世界的には1.6%程度の有病率。人種により差があり白色人種では2 - 4%と多く、黒人と黄色人種に少ない。一卵性双生児の発症一致度が70%（二卵性双生児の発症一致度は約20%）であり、遺伝的要素 が主たる要因と考えられている。
これと一見矛盾するかのようだが、欧州よりも白色人種の割合が低いアメリカ合衆国の方が欧州より有病率が高い。また日本では戦前はまれな病気であったため、欧米に比べ認知度が低かったが、食生活が大きく変化した太平洋戦争後に患者が増加し、1970年代から1990年代の間に有病率が0.025%から0.1%と上昇しており、2010年代には約0.4%に達している。これらのことから、遺伝的要因だけでなく、食生活を中心とした生活習慣も要因の1つと考えられている。
乾癬患者では心臓冠動脈の動脈硬化プラークの断面積比率が高いとの報告がある。

## 原因
ゲノムワイド関連解析では、HLA class I近傍のほか、6番染色体上のPSORS1や17番染色体上のPSORS2をはじめとする複数の遺伝子座が候補遺伝子領域として報告がある。
近年、乾癬は関節リウマチ、クローン病とならぶ代表的なTh17細胞性慢性疾患と考えられるようになり、治療上も抗TNF-αモノクローナル抗体のアダリムマブとインフリキシマブ、抗ヒトIL-12/23p40モノクローナル抗体のウステキヌマブ、抗IL-17A抗体のセクキヌマブ、抗IL-17A受容体A抗体のブロダルマブなどが効果をあげている。

## 尋常性乾癬

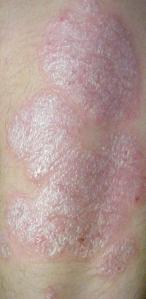
典型的な尋常性乾癬の皮疹

### 典型的な症状
皮膚症状のみ。特有の光沢を有した白色の鱗屑（りんせつ。皮膚上皮の角質細胞が剥がれ落ちたもので、皮屑(ひせつ)とも呼ばれる）をその表面に伴う、皮膚が肥厚し、やや硬くなった、赤い発疹が出現する。
病変部は周りの皮膚より少し盛り上がった状態へ移行し、大きな紅色局面（きょくめん。発疹によって一様な広がりをもった病変のこと）を形成する。これを俗にハム様皮疹と形容されることがある。
外部からの物理的な刺激で症状が引き起こされる（Koebner現象（ケブネル現象））のが特徴で、肘、尾てい骨部からの発症が典型的だが、本人の視界に入りづらい部位であり、痒みを伴わない場合など発症後直ちの受診とならないことがある。膝（視界に入りやすい）、頭皮（しばしば強い痒みを伴い、掻いてしまうと、これが物理刺激になる。）で気づき受診する場合も多いが、眼球以外ならば全身どこにでも発疹が出現し得る。爪の生成部に発症した場合は爪が変形して凹凸や穿孔、荒れになる。これは爪乾癬（つめかんせん）とも呼ばれる。爪に症状が出た場合は、尋常性乾癬にとどまらず、乾癬性関節炎へと進行する可能性が高い。
強い発疹のわりには他の皮膚疾患に比べて痒みが少ない場合もあれば、一方で強い痒みを伴う場合もある。症状の度合や病変部位、使用する薬剤の刺激などによって非常に多様性のある病態を形成する。
他人に伝染することはない。しかし他の伝染性の皮膚病と外観が似ており、一般の人のみならず、皮膚科専門医以外の医師にも見分けが難しい。かといって患者が周囲の人々に対し乾癬だと口頭で説明しても、一般における認知度が低く、感染と乾癬の音が同じ「カンセン」であるため、やはり伝染性の病気と誤解されやすい。 このため、乾癬に治療効果がある海水浴（海水と太陽光線の効果）やある種の温泉への入浴を、人目を気にして避けることで、せっかくの治癒・症状改善の機会を逃しているという問題がある。
伝染しないことを理解してもらうなどの啓発活動が行われている。

### 発症機序
皮膚の表皮を作るスピードが通常の10倍速を上回り（正常皮膚の細胞周期は約457時間、対して病変部位は37.5時間と1⁄10以下。癌細胞の増殖を超える速度）、真皮の血管が肥大しつつ組織を炎症しながら、ターンオーバー（表皮が角化し剥離して入れ換わる周期）が通常なら4週間のところ3〜4日で完了する。どんどん表皮が増殖し、角化が亢進している状態によって、白いかさぶた状の皮疹を多く生じる。
病態形成にT細胞性自己免疫系が関与する可能性が示唆されている。

### 増悪要因
冬季に悪化し夏季に軽快、腸疾患を伴う患者が多い、食生活により症状が増悪・軽快する、乾癬モデルマウスを無菌状態で飼育すると発症しない、歯周病の悪化で増悪する、腸内細菌叢の特異的な偏りが潰瘍性大腸炎患者と共通するなど、上記の遺伝的要因を背景とする増悪原因が研究されているが、未だ解明には至っていない。

### 検査
- Auspitz現象（アウスピッツ現象）:発疹のある部分を水平に削ると、点状の出血が出現する現象。
- Koebner現象（ケブネル現象）:正常な皮膚に物理的刺激を与えると、その部分に発疹が出現する現象。
- 蝋片現象（ろうへん現象）：発疹の表面にある鱗屑（ガサガサ）をこすると、蝋が剥がれるように剥げる現象。
- 病理検査：皮膚の一部を麻酔して採取し、顕微鏡でみる検査。不全角化、表皮突起の延長、 Munro の微小膿瘍（角層内の好中球の浸潤が原因）が特徴的。

## 参考画像

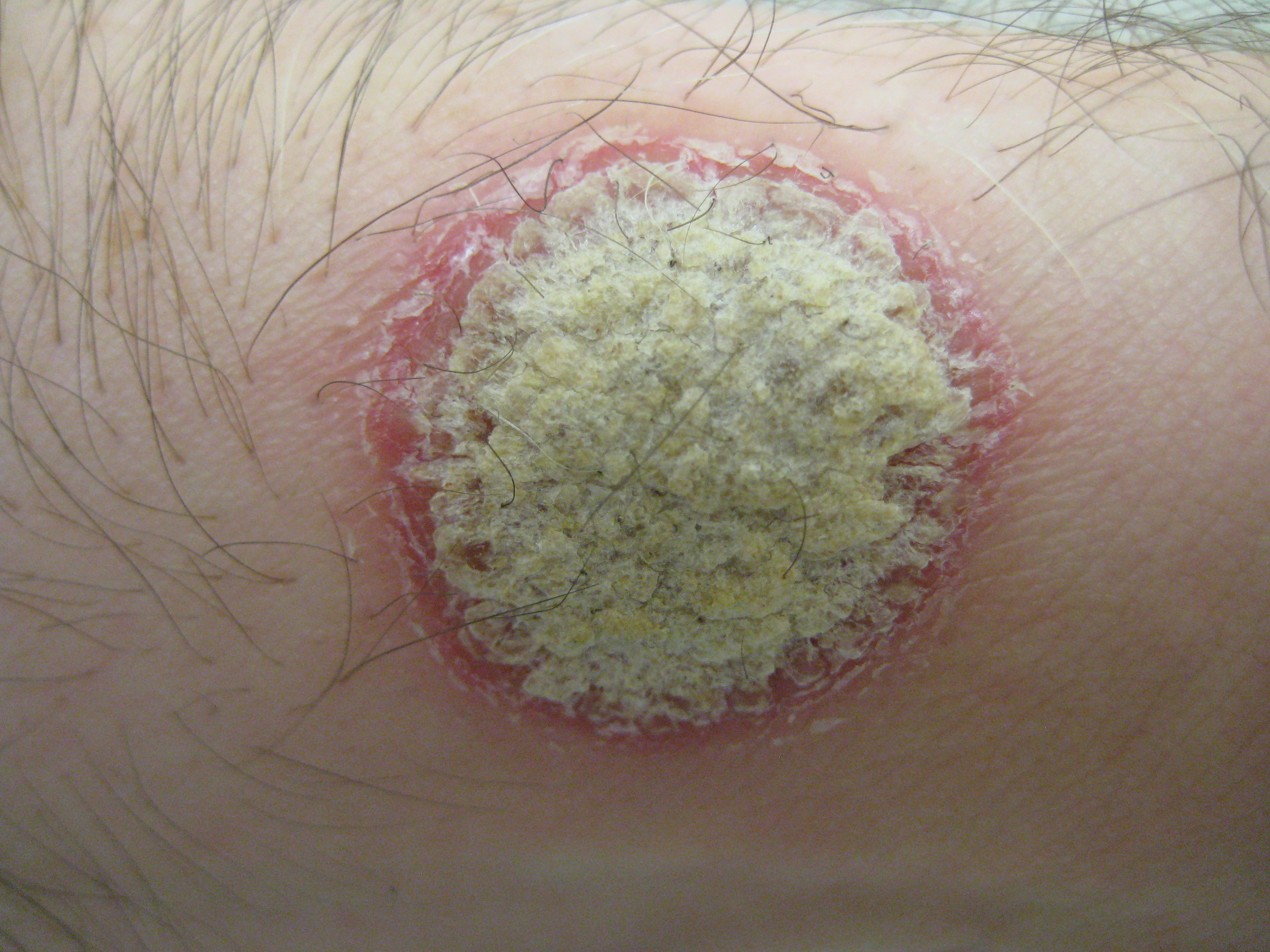
乾癬のプラーク
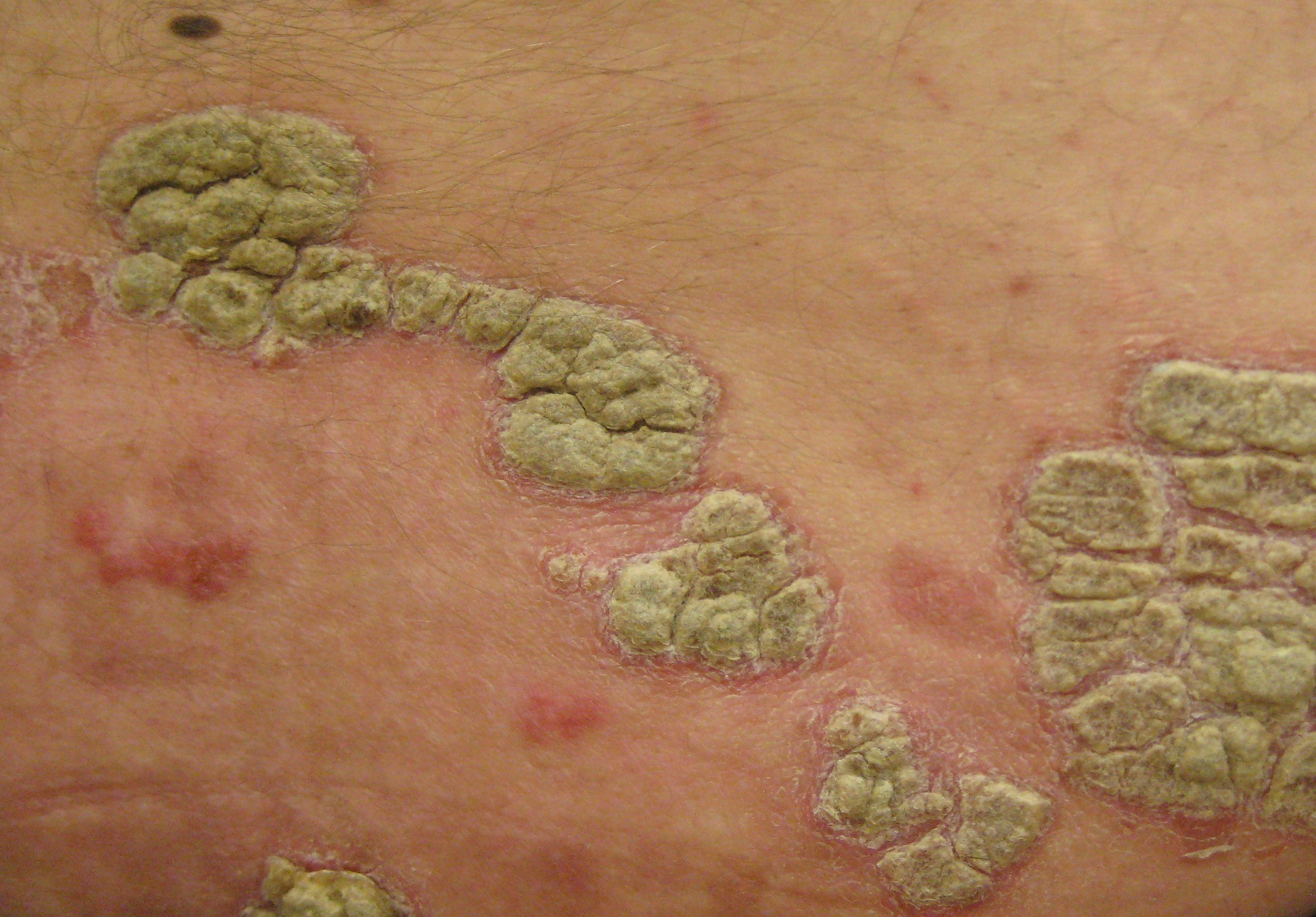
乾癬のプラーク
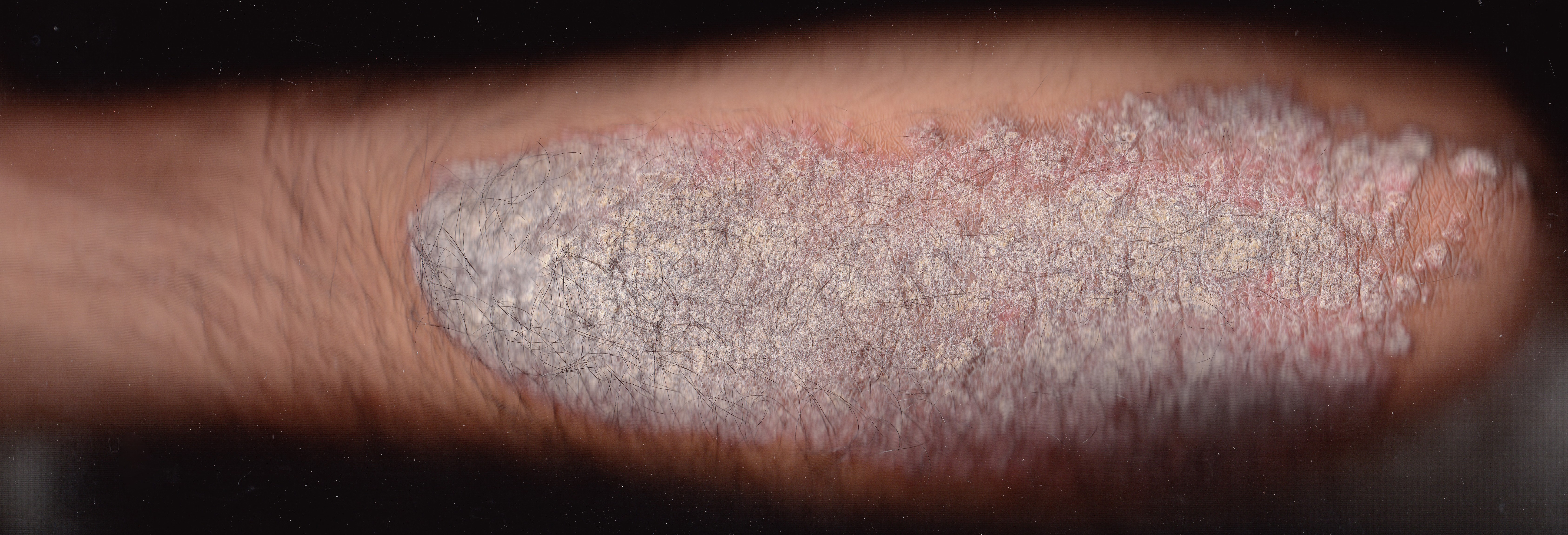
プラーク・タイプ乾癬で覆われた腕
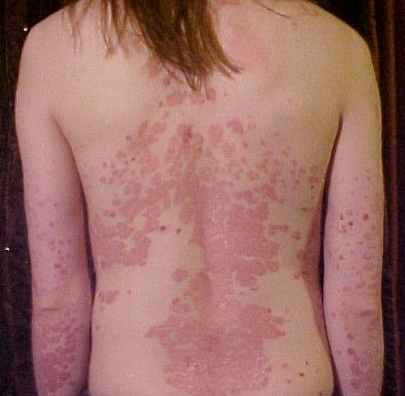

## 乾癬性関節炎（関節症性乾癬）
出典：
関節炎を発症するのは乾癬の患者の 1-20%程度とされ、近年増加傾向である。
背中や腰の関節に炎症が生じた場合は、脊椎関節炎の一種として分類される。
乾癬の皮膚症状が先行し皮膚科を受診する場合が多いが、手足の関節症状が先行した場合には膠原病リウマチ科、腰や背中の痛みが先行した場合には整形外科を受診することとなる。皮膚症状が先行した場合、尋常性乾癬の諸症状に加え、全身の関節に炎症が起き、まず起床時に関節の強ばりを感じ、次いで痛みと腫れが生じる。関節破壊・変形に至る場合もあるが、関節リウマチや他の脊椎関節炎のような急激な進行はまれである。
指のDIP関節（第一関節）にも起きる点が関節リウマチとの相違点である。関節症状と皮疹症状は必ずしも連動しない。代表的な部位は膝関節、指関節、手首、足首など。肋骨と胸骨の間の関節(胸鎖関節)、鎖骨と肋骨の間の関節、肩関節、仙腸関節、脊椎などに炎症が起こることもある。安静時に痛み、体動時に改善する。また、関節炎に伴い全身の発熱がみられることもある。
同じ関節炎でも関節リウマチと異なり腱付着部炎からはじまる点が特徴的である。アキレス腱付着部、仙腸関節が好発部位である。
関節の強い痛みのために睡眠が妨げられる、強いこわばりのため、風呂・トイレなどに不自由する、筆記具や箸を持てなくなる、着替えに介助が必要になるなど、日常生活に支障をきたし、生活の質（QOL）の低下がみられる。
2016年、皮膚科学会に対しリウマチ学会と整形外科学会から乾癬性関節炎を適正な疾患名とする要望があり、当面は、乾癬性関節炎（関節症性乾癬）と併記することで合意された。

## 膿疱性乾癬
急激な発熱を伴い全身の皮膚が潮紅し無菌性膿疱が多発するまれな疾患で、皮膚症状は掌蹠膿疱症と似ているため、掌蹠膿疱症との鑑別診断が必要。発熱などの全身症状が強いため、入院加療が必要。シクロスポリン・ビタミンAの内服などが必要となる。重症例では、ステロイドパルスなど短期大量ステロイド投与を行うこともある。尋常性乾癬を発症している状態で膿疱性乾癬を発症すると、尋常性乾癬の部分以外には全て無菌性の膿疱が出るが、尋常性乾癬の部分には症状が出ない例がある。薬剤性の皮疹である場合は、原因となっている薬剤の投与を中止する。
特定疾患治療研究事業対象の疾患である。
症状の一例
下肢全体に症状が出ると、足に体重がかかる際に強く痛むため歩行が困難になり、車椅子が必要になることもある。この痛みに対しては、鎮痛消炎剤を使用してもあまり効用がない。また、治癒していく過程で強い痒みがある。

## 滴状乾癬
皮疹は乾癬に類似するが、その一つ一つが小さい。扁桃炎などの前駆症状後に発症することが多く、尋常性乾癬に比べ若年者の発症頻度が高い。治療では、一般的な乾癬の治療とともに、抗菌薬の内服が行われる。

## 治療

### 外用療法
皮膚の角化を抑える目的で、ビタミンD3誘導体外用剤（オキサロール群、ドボネックス軟膏、ボンアルファハイなど）などが先ずは試される。ビタミンD3外用薬では高カルシウム血症を起こし、急性腎不全を併発する副作用が報告されている。
また短期間であれば、皮膚の炎症を抑える目的で、副腎皮質ステロイド外用剤の併用により相乗効果が期待されるため、ビタミンD3 とステロイドの混合剤（ドボベット軟骨など）が試される。
2024年6月、芳香族炭化水素受容体（AhR）アゴニストのタピナロフが尋常性乾癬の治療薬として日本で承認された。
日本における第III相の治験において、52週におけるブイタマークリーム1%の投与により、コントロール群よりも乾癬の症状を軽減することが報告されている。
保湿剤自体に炎症を抑える効果は乏しいが、皮膚の乾燥を防止するために併用されることが多い。

### 光線療法
皮膚症状に対し、薬剤は用いずにUVB（紫外線B波）を照射するブロードバンドUVB、ナローバンドUVBなど、患部のみに照射可能なターゲット型紫外線治療器が登場し安全性と効果の高さから注目されている。主なターゲット型紫外線治療器には、VTRAC、セラビーム、エキシマライトなどがある。
それ以前からあるPUVA療法では、ソラレンという薬を内服後にUVA（紫外線A波）を照射する。従来は全身に紫外線を照射する治療器が主流だった。
かつては、ゲッケルマン療法といって、全身にコールタールを外用して日光浴を行う治療を行う時代もあった。その後、接触性皮膚炎（かぶれ）やコールタールによる発癌の危険性の指摘がなされたため、モクタールやイクタモールなどのタール剤は日本では製造中止になっている。

### 内服療法
皮膚症状に対する外用療法が奏効しない場合、乾癬性関節炎（関節症性乾癬）の場合は、経口内服薬による治療が行われる。使用される薬剤は他の自己免疫疾患と共通しており、乾癬にも順次適応拡大されてきたことにより治療の選択肢が増え、患者のQOLは向上している。短期的にはステロイド系抗炎症薬（副腎皮質ステロイド製剤）が使用される場合があるが、尋常性乾癬においては膿疱性乾癬を誘発することがあるので長期間の使用は推奨されない。
メトトレキサート（Methotrexate, MTX）
1951年から抗癌剤・妊娠中絶薬であるメトトレキサートが乾癬に使用されてきたが、日本では長らく適応外処方であり、2019年3月から公知申請により日本での臨床試験を省略して正式に順次適応拡大された。
1971年には皮膚のターンオーバー周期を考慮するとして毎週1日〜2日だけのパルス療法が提唱され、後に乾癬だけでなく関節リウマチにもこの服用法が定着している。副作用を低減する目的で翌々日に葉酸を服用する場合が多い（結局は抗癌剤として使用する際の救済療法と同じ投与パターンとなっているが、投与量が2桁ほど少ないため、葉酸を飲み忘れても死亡することはない）。
MTXは、乾癬患者では関節リウマチ患者より肝障害が発現しやすいことが知られており、十分な用量まで増量できない場合が少なくない。また妊娠中絶薬なので妊婦や妊娠希望者には使用できない。
しかし最初に登場し最も実績のある、生物学的製剤であるレミケードがMTXの併用を必須としているため、MTXに対する忍容性を確認する意味もあり、先ず最初に処方される場合が多い。
シクロスポリン（ネオーラル）
1970年代に乾癬に対するMTX治療により肝障害を起こし肝臓移植を受けるに至った患者の乾癬が、他家移植の拒絶反応を抑えるために使用された免疫抑制剤 シクロスポリンで寛解したことから、乾癬が自己免疫疾患であることが判明した。
高用量では生物学的製剤と同等の効果があるが長期の使用では重篤な腎障害を生じるので、定期的な採血によって予防を行う必要があり、欧米のガイドラインでは1-2年以内とすることが推奨される。
医療機関によっては、シクロスポリン低用量導入法も行われており、添付文書上の5mg/体重kgをほぼ半減し、固定量の(患者体重にかかわらず)50mg 3カプセル 2x MuA(2:1)が処方されることもある。他の施設でも低用量は導入されつつある。
サラゾスルファピリジン（SASP、サラゾピリン、アザルフィジンEN）
MTXが副作用で使用できない場合に用いられる。MTXよりも忍容性は高いが作用が弱いとされるが、MTXが無効でサラゾピリン奏功の例も存在する。2019年までのMTXと同様、2021年現在も乾癬では適応外処方である。潰瘍性大腸炎に対する作用機序は明らかになっているとされており、腸内細菌により代謝された5-アミノサリチル酸（5-ASA）が腸壁の中に多くは吸収されずに腸内壁に留まって局所的に腸の炎症を鎮めるとされているのに対し、乾癬や関節リウマチに対する作用機序は不明である。約1/3量がサラゾスルファピリジンのまま小腸で吸収され、作用機序は不明だが全身の炎症を鎮めるとされる。しかし代謝物のメサラジン（5-ASA）が乾癬に有効との報告もあり、通説どおり約1/3量がサラゾスルファピリジンのまま小腸で吸収されて全身の炎症を鎮めるのか、潰瘍性大腸と同じく腸壁に留まって局所的に腸の炎症を鎮めたことで、副次的に全身の炎症が鎮められるのかも含めて作用機序は未だ不明である。また関節リウマチでは2002年7月にアザルフィジンENが適応となったが、サラゾピリンは依然として適応外処方のままである。ENは腸溶錠を意味し胃部不快感の低減を意図したとしているが、低減効果はわずかに留まるにもかかわらず、薬価は数倍である。メサラジンは、サラゾスルファピリジンのもう一つの腸内細菌による代謝物であるスルファピリジンを除くことで副作用を低減したものであるが、前述の通り作用機序が不明なまま、乾癬や関節リウマチには適応外となっている。
PDE4阻害薬
アプレミラスト（オテズラ）は、日本では2017年に発売され、局所療法で効果不十分な尋常性乾癬、乾癬性関節炎を対象としている。乾癬患者の免疫細胞や表皮組織はPDE4発現が亢進しており、細胞内におけるサイクリックAMP(cAMP)の減少が知られている。同剤はPDE4を阻害することでcAMPを上昇させ、炎症性および抗炎症性メディエーターのネットワークを調節し、症状を改善すると考えられている。診療所でも処方でき、事前の採血検査も必須ではないことから、経口薬乾癬治療において全身療法の第一選択薬となることが期待されている。
ビタミンA誘導体
エトレチナート（チガソン）は、骨棘の形成や靱帯の石灰化などの過骨症変化および長管骨の骨膜肥厚などの異常 や催奇形性が確認されており、半減期が120日と長く服用中止後2年間は妊娠禁止であるため使用が困難で、日本以外の先進国ではすでに使用禁止である。
JAK阻害薬/TYK2阻害薬
JAK阻害薬のウパダシチニブとTYK2阻害薬のデュークラバシチニブが日本では上市されている。乾癬性関節炎においてウパダシチニブはアダリムマブよりもACR20達成率が高いとの報告がある。

### 注射薬
生物学的製剤は中等症から重症までの乾癬の中心的な治療薬となりつつあり、それまでの治療よりも有効性が高く臓器障害が少ないということが理由として挙げられる。乾癬に対する生物学的製剤として、ヒトTNFα、IL-12/23 p40、IL-17A、IL-17受容体A、IL-23 p19に対するモノクローナル抗体製剤が認可されている。
日本では皮膚科学会に所属する皮膚科医は、皮膚科学会のガイドラインにより、限られた生物学的製剤承認施設以外では生物学的製剤を使用できない。2021年2月24日現在の承認施設は655施設。偏在が著しく秋田県、佐賀県には、それぞれ1ヶ所のみである。尚、同じ病院でもリウマチ・膠原病科医・整形外科医など皮膚科学会に属さない医師は、皮膚科学会の承認施設であるか否かに関わらず使用できる。
2010年1月、日本において、抗TNF-α抗体であるインフリキシマブ（レミケード）とアダリムマブ（ヒュミラ）が乾癬の保険適応に追加されたのを皮切りに、以下の薬剤が認可されている。乾癬では、TNF-αによる刺激によって、皮膚のターンオーバーが亢進しており、TNFαを標的としてを阻害することで症状を鎮静化させる。ウステキヌマブでは、サイトカインのIL-12（インターロイキン-12）とIL-23（インターロイキン-23）の働きを弱めることで、症状を改善する。
- 2010年 インフリキシマブ（商品名レミケード）キメラ型抗TNFα モノクローナル抗体
- 2010年 アダリムマブ（商品名ヒュミラ）完全ヒト型抗TNFαモノクローナル抗体
- 2011年 ウステキヌマブ（商品名ステラーラ）完全ヒト型抗IL-12/23p40モノクローナル抗体
- 2014年 セクキヌマブ(商品名コセンティクス) 完全ヒト型抗IL-17Aモノクローナル抗体[10]
- 2016年 イキセキズマブ（英語版）（商品名トルツ）抗IL-17A[10]
- 2016年 ブロダルマブ（英語版）（商品名ルミセフ） 抗IL-17受容体A[10]
- 2018年 グセルクマブ（商品名トレムフィア）IL-23 p19[10]
- 2019年 セルトリズマブ ペゴル(商品名シムジア)PEG化ヒト化TNFα阻害Fab断片(抗TNFα抗体のFc部分が無い、Fab部分のみの製剤)

他の治療で十分に治療できない場合に考慮され、費用は年間約200万円近く、高額療養の制度が適応されることは多い。
生物学的製剤の使い分けは、一般的に症例の（1）病型、（2）通院頻度、（3）治療効果、（4）心血管系のリスクの有無、（5）経済性、（6）体重、（7）年齢、 などの事項について、個々の特性を理解し薬剤を選択する。
また感染症への抵抗力がなくなる副作用が生じることがあり、感染症に注意し、感染症を発症した際にはその治療が優先される。

### 血液浄化療法
白血球除去療法（LCAP）、顆粒球除去療法（GCAP）などが有効であるが、保険適応は膿疱性乾癬に限られる。

### 外科療法
扁桃腺の摘出により症状が緩和されるとの報告があるが、ほぼ日本固有の治療法で、有意差は無いとする報告もある。また、人工透析が症状緩和に対し有効であるとする研究もあるが、有効ではないとする研究もある。

## 啓発活動
「かんせん」という名前から「人から人にうつる」と誤解されやすいが、他の人に感染する病気ではない。日本では日本皮膚科学会、INSPIRE JAPAN WPDなどが啓発活動を行っている。
10月29日は世界乾癬デー（World Psoriasis Day） で、2020年は「乾癬を知ろう、伝えよう！（Psoriasis. Be Informed）をテーマに活動が行われた。